# مقصدهای پروازی جورجین ایرویز
جورجین ایرویز به مقصدهای زیر پرواز انجام می‌دهد (فوریهٔ ۲۰۱۷):